# 鄂科寺
鄂科寺，位于中国青海省同仁市保安乡下庄村，为青海省市县级文物保护单位，公布日期为2001年6月18日，类型为古建筑。
鄂科寺的历史年代为清。